# Тунисское вязание крючком

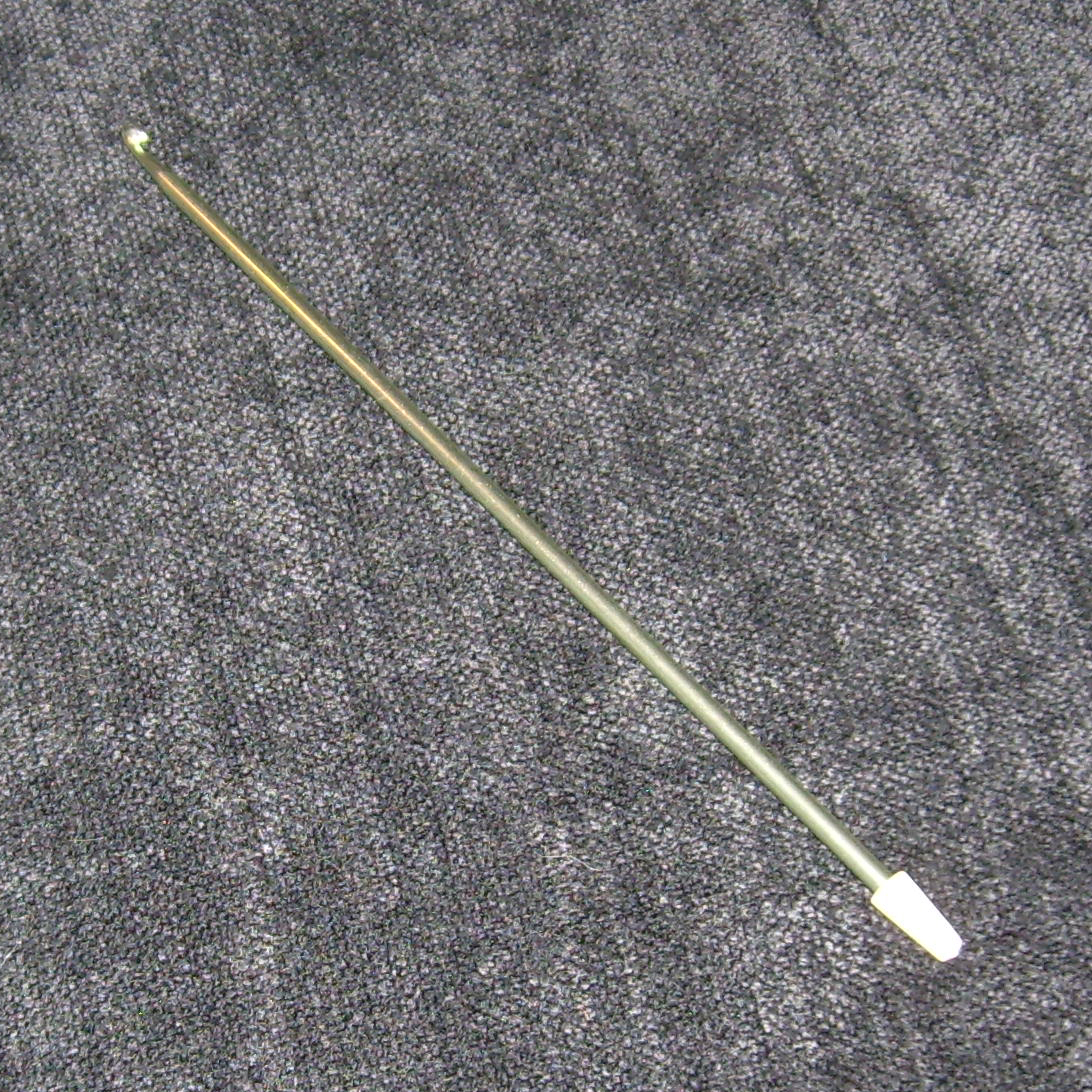
Тунисский крючок.

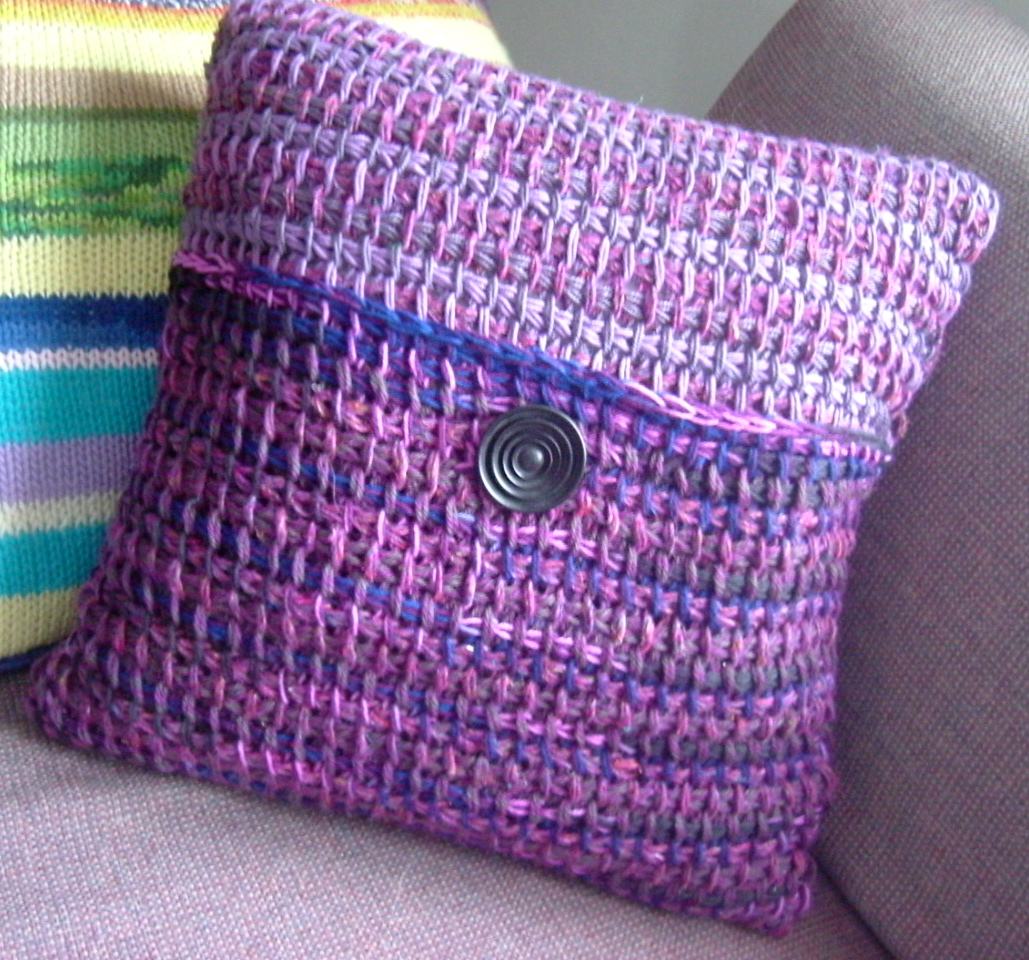
Тунисская подушка крючком.

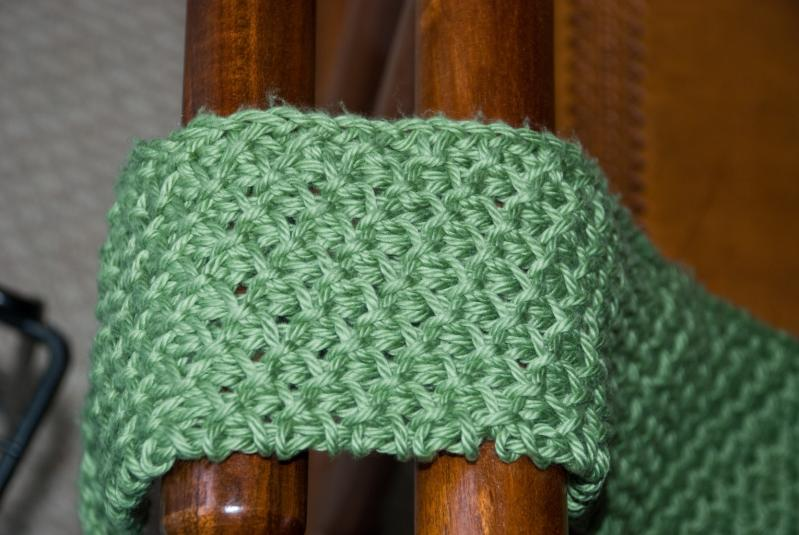
Тунисское вязание крючком.

Тунисское вязание крючком или афганское вязание крючком — вид вязания крючком, в котором используется удлиненный крючок, часто со стопором на конце ручки, называемый афганским крючком. Иногда считается, что это смесь вязания крючком и спицами. Некоторые приемы, используемые при вязании спицами, применимы и в тунисском вязании крючком. Одним из примеров является метод интарсии.

## Описание
Работа начинается с традиционной цепочки крючком, серии воздушных петель. После того, как цепочка закончена, первый ряд вяжется, вводя крючок обратно в предыдущее звено цепочки, а петлю со свободного конца нити захватывают крючком и протягивают обратно через звено. Однако, в отличие от традиционного вязания крючком, эта новая петля не протягивается через исходную петлю. Оба остаются на крючке, а затем процесс повторяется справа налево (у левшей слева направо), пока не будет обработано каждое звено в цепи. Этот процесс называется наложением и похож на вязание. Это первая из двух частей для создания ряда.
Работа никогда не поворачивается. Как только будет получено правильное количество петель, процесс меняется на обратный: каждая петля снимается с крючка, протягивая новую петлю пряжи через каждую петлю, работая слева направо (у левшей справа налево), что называется обратным или обратным проходом. Обе части процесса образуют законченный ряд. Натяжение пряжи гораздо слабее, чем при обычном вязании крючком или спицами.
Тунисским крючком также можно вязать по кругу, как при вязании бесшовной шапочки. Для вязания по кругу используется двусторонний крючок и два мотка пряжи. Первый крючок и клубок пряжи используются для прибавления петель (набора). При обратном процессе (как описано выше) петли снимаются вторым крючком и вторым клубком пряжи. При использовании гибкого троса для соединения двух концов двустороннего крючка достаточно одного клубка пряжи.
Существует множество видов петель, которые могут быть созданы в зависимости от того, как и куда вставлен крючок и как удерживается рабочая нить. Тунисские петли включают вариации лицевых, изнаночных и др.

## Характеристики
Изделия, созданные тунисским крючком, менее эластичны, чем обычное вязание крючком, и значительно толще. Это делает его наиболее подходящим для одеял и зимнего трикотажа, но не подходит для более тонких вещей, таких как детская одежда и носки. Полотно также имеет тенденцию скручиваться, и обычно его необходимо формировать, смачивая или пропаривая после завершения. Вязать тунисским крючком немного быстрее, чем обычным крючком, и примерно в два раза быстрее, чем вязать спицами.

## Виды
- простое;
- лицевая гладь (имитирует лицевую гладь, связанную спицами);
- скрученное (из перекрученных петель — крючок вводят не справа налево (у левшей слева направо), а слева направо (у левшей справа налево), перекручивая петлю)[3].

## История именования
Тунисское вязание крючком имеет много названий, включая афганское вязание крючком, трикотажное плетение, шотландское вязание, стежок принцессы Фредерик Уильям, вязание крючком принцессы и пастушье вязание. История возникновения термина не поддается проверке непосредственно в Тунисе, и неясно, почему его обычно называют «тунисским крючком», однако считается, что этот термин возник во Франции.

## В России
В России данный вид вязания преподавали в профессиональных женских учебных заведениях в конце XIX — начале XX веков.
В 2011 году в Иркутске прошла выставка техник вязания, где было представлено тунисское вязание

## Примечание
1. ↑  Why Tunisian Crochet Is the Best of Both Knitting and Crocheting (англ.). Martha Stewart. Дата обращения: 6 ноября 2020. Архивировано 23 ноября 2020 года.
2. ↑  A Tunisian Crochet History & Overview: Stitches & More. Craftsy (22 ноября 2012). Дата обращения: 6 ноября 2020.
3. 1 2  Тунисское вязание – основы и практика. Швейпрофи.рф. Дата обращения: 20 июня 2022.
4. ↑  Тунисское вязание крючком: пледы, подушки, покрывала. Схемы из остатков пряжи, фото и видео. handsmake.ru. Дата обращения: 20 июня 2022. Архивировано 20 июня 2022 года.
5. ↑  Karp, Cary (2020). The Princess Frederick William Stitch: The Parallel Emergence of Long-Hook Crochet in Prussia and England in 1858 (PDF). The Journal of Dress History. 4 (2): 75–113. Архивировано (PDF) 24 сентября 2021. Дата обращения: 20 июня 2022.
6. ↑  Косетченкова Елена Анатольевна. Содержание женского образования в профессиональных учебных заведениях России в конце XIX начале XX в // Известия Алтайского государственного университета. — 2009. — Вып. 4—1. — С. 119–125. — ISSN 1561-9443. Архивировано 20 июня 2022 года.
7. ↑  Выставка вязаных изделий и керамики открылась в Иркутске. БайкалИнформ. Дата обращения: 6 июля 2022.